# جورجيا كولمان
جورجيا كولمان (بالإنجليزية: Georgia Coleman)‏ هي غطاسة أمريكية، ولدت في 23 يناير 1912 في ساينت ماريس في الولايات المتحدة، وتوفيت في 14 سبتمبر 1940 في لوس أنجلوس في الولايات المتحدة بسبب ذات الرئة.

## وصلات خارجية
- جورجيا كولمان على موقع الاتحاد الدولي للسباحة (الإنجليزية)
- جورجيا كولمان على موقع قاعة مشاهير السباحة العالمية (الإنجليزية)
- جورجيا كولمان على موقع اللجنة الأولمبية الدولية (الإنجليزية)
- جورجيا كولمان على موقع أوليمبيديا (الإنجليزية)
- جورجيا كولمان على موقع الموسوعة البريطانية (الإنجليزية)